# Giornate europee del patrimonio

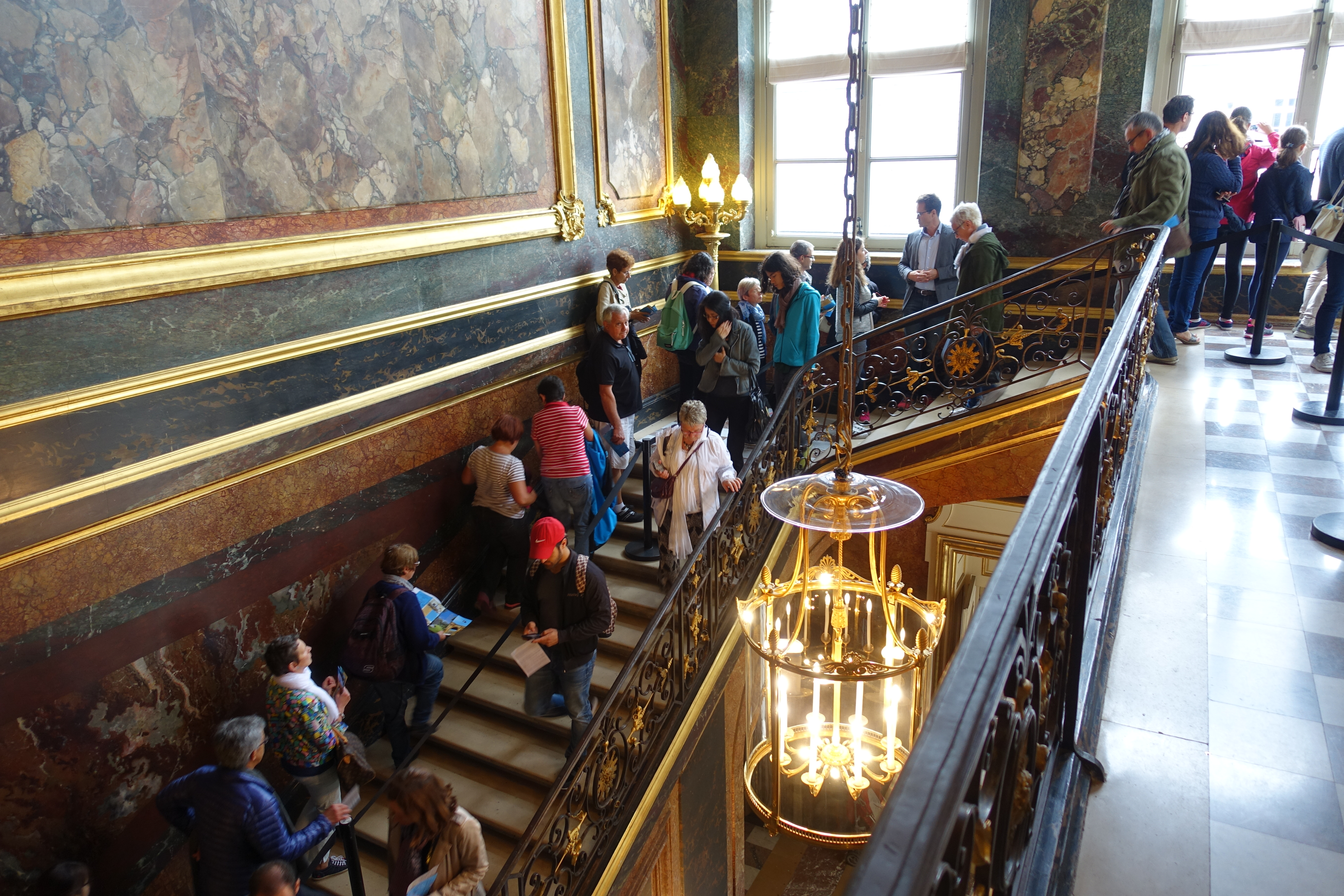
I visitatori si affollano all'Hôtel Matignon, la residenza del Primo Ministro francese.

Le giornate europee del patrimonio, promosse dal Consiglio d'Europa con l'appoggio della Commissione europea, dal 1991 aprono ai cittadini le porte di monumenti e siti storici, artistici e naturalistici.
La manifestazione coinvolge, in diversi fine settimana di settembre e ottobre, i 49 Stati Membri della Convenzione culturale europea, firmata nel 1954.

## La storia
Le giornate del patrimonio nascono in ambito francese nel 1984, quando il Ministero della Cultura francese sotto Jack Lang lanciò l'iniziativa Journée portes ouvertes dans les monuments historiques, che apriva le porte dei monumenti storici al pubblico la terza domenica di settembre..
In Italia il Ministero per i Beni e le Attività Culturali, promuove le Giornate sin dal 1995, organizzando la fruizione gratuita di musei, mostre, convegni, concerti. Dal 2007 il Ministero per i Beni e le Attività Culturali ha voluto al proprio fianco il Fondo Ambiente Italiano (FAI) in qualità di partner della manifestazione insieme ad Autostrade per l'Italia.
Dal 2008 tutti i beni la cui apertura è promossa dal FAI e da Autostrade per l'Italia sono stati dotati di servizi di visite guidate e di una scheda culturale monografica a cura della Fondazione.